# Imke Wedekind
Imke Wedekind (ur. 23 czerwca 1984 r. w Niemczech) – niemiecka siatkarka, reprezentantka kraju. Obecnie występuje w drużynie VT Aurubis Hamburg i gra jako środkowa.